# Хаккерт, Якоб Филипп
Якоб Филипп Хаккерт (нем. Jakob Philipp Hackert; 15 сентября 1737, Пренцлау — 28 апреля 1807, Сан-Пьеро-ди-Кареджо, ныне Кареджи, район Флоренции) — немецкий живописец-пейзажист и гравёр. Романист, представитель неоклассицизма и раннего романизма в западноевропейском искусстве второй половины XVIII века.

## Биография
Якоб Филипп Хаккерт учился рисунку и живописи у отца, портретиста Филиппа Хаккерта (? —1768), и дяди, берлинского художника-декоратора, затем в Берлинской академии искусств. Много путешествовал. В начале 1760-х годов был в Скандинавии: в Штральзунде, на Рюгене, в Стокгольме, а в 1765—1768 годах — во Франции: в Париже, затем в Нормандии, Пикардии.
1765—1768 годы Хаккерт провёл в Париже вместе с Бальтазаром Антоном Дункером. Там на него оказали влияние живописец-пейзажист и маринист Клод Жозеф Верне (1714—1789) и гравёр Иоганн Георг Вилле (1715—1808); они сопровождали и поддерживали его во время пребывания в столице Франции.
После 1768 года Хаккерт жил и работал, главным образом, в Италии, куда он отправился вместе с братом Георгом Абрахамом Хаккертом (1755—1805). В Италии Хаккерт познакомился с выдающимися меценатами [[Раффенштайн, Иоганн Фридрих |Иоганном Фридрихом Рaффенштaйном и Уильямом Гамильтоном. Вскоре Хаккерт приобрёл репутацию выдающегося пейзажиста. Он получал многочисленные заказы от представителей европейской аристократии и в 1786 году стал придворным художником неаполитанского короля Фердинанде IV.
В том же году Хаккерт познакомился и подружился с Иоганном Вольфгангом фон Гёте, который проникся большим уважением к художнику и брал у него уроки рисования. Гёте навестил его в Казерте, где король предоставил придворному художнику старую виллу рядом с Королевским дворцом.
Под впечатлением от историй об извержениях вулканов и, прежде всего неаполитанского Везувия, Хаккерт написал серию картин на эту тему. Он также создал иллюстрации для публикаций вулканолога и британского дипломата при дворе Неаполитанского королевства сэра Уильяма Гамильтона.
Однако из-за Восстания лаццарони Хаккерт бежал из Неаполя, и через Ливорно и Пизу отправился во Флоренцию, где поселился в 1803 году. Он купил небольшое поместье в соседнем «Сан-Пьеро-ди-Карреджо» (Кареджи) и устроил там свою мастерскую.
Хаккерт был одним из наиболее успешных пейзажистов 1770-х и 1780-х годов, типичным представителем неоклассицизма и романизма в живописи. Имел высокопоставленных почитателей среди европейских аристократов и, в том числе, в России. Ему заказывали картины императрица Екатерина II, её сын наследник престола Павел Петрович, князь Николай Борисович Юсупов.
Якоб Филипп вместе с братом Георгом Абрахамом был также выдающимся мастером ландшафтной гравюры классицистического стиля. Художниками были и другие его братья: Карл Людвиг (1740—1796) и Иоганн Готлиб (1744—1773).
После смерти художника И. В. Гёте опубликовал каталог принадлежавших ему картин и его биографию, написанную самим Хаккертом (1811).
Со временем творчество Хаккерта было забыто. В России новый интерес к его искусству вызвала выставка, с успехом прошедшая в 1998 году в санкт-петербургском Эрмитаже.

### Хаккерт в России
Граф Григорий Орлов в 1770-м году для своего Гатчинского дворца заказал Якобу Филиппу Хаккерту четыре картины с изображением Чесменского сражения. Однако императрица Екатерина II решила украсить картинами один из залов Большого Петергофского дворца. В том же 1770 году Хаккерт, имевший репутацию мастерского пейзажиста, получил заказ на создание двух картин для императрицы. Флот находился ещё в «архипелагском походе», когда началась работа над картинами. Хаккерт в то время жил и работал в Италии; для того, чтобы художник мог достоверно изобразить взрыв и пожар на корабле, на рейде Ливорно в 1771 году командованием российского флота в присутствии многотысячной толпы зевак был взорван и потоплен старый 60-пушечный фрегат «Святая Варвара». Эпизод нужен был для работы над некоторыми полотнами, в том числе — над самой известной картиной серии «Сожжение турецкого флота в ночь на 26 июня 1770 года». При работе над этой картиной Хаккерта консультировали непосредственные участники событий — А. Г. Орлов, Г. А. Спиридов и С. К. Грейг, однако готовая работа вызвала резкую критику А. Г. Орлова из-за якобы недостоверного изображения морского боя. Хаккерт оправдывался тем, что никогда не видел морских сражений и взрывающихся кораблей, именно тогда А. Г. Орлов и организовал для него взрыв «Святой Варвары».
Вторая редакция картины устроила заказчиков и произведение Хаккерта было отправлено в Россию.
Непосредственно Чесменскому сражению посвящены шесть из двенадцати картин серии. Другие картины «Чесменской серии» отражают последующие сражения с остатками турецкого флота и различные этапы многолетнего похода русской эскадры под общим командованием А. Г. Орлова — Патрасское сражение, штурм Митилены, сражение у Дамиетты. Картины создавались на основе документальных описаний и схем непосредственных участников боевых действий. Серия картин была написана в период 1770—1778 годов и украсила собой Чесменский зал Большого Петергофского дворца (копии некоторых полотен также находились в Чесменской галерее Большого Гатчинского дворца). Этот заказ русской императрицы принес живописцу мировую славу. Европейские монархи соперничали за право заказать у художника картины: «заказы для Голландии, Англии, Германии, Польши и России часто заключались на шесть—семь лет вперед, так, что некоторые умирали, так и не дождавшись заказанной картины».
Я. Ф. Хаккерт вместе с другими художниками в 1780-х годах участвовал с написании копий ватиканских росписей школы Рафаэля для Лоджий Рафаэля в здании Большого Эрмитажа в Санкт-Петербурге.
В настоящее время более шестидесяти картин Хаккерта имеются в России: в Государственном Эрмитаже, Военно-Морском музее, дворцах Гатчины, Петергофа и Царского Села, а также в московском Музее изобразительных искусств имени А. С. Пушкина, усадьбе Архангельское, Омском музее изобразительных искусств и Воронцовском дворце в Алупке.
В 1995 году одна из картин Хаккерта, посвящённая Чесменскому сражению, была воспроизведена на коммеморативной марке почты России из серии выпущенной в часть 300-летия Российского флота.

## Галерея
- В Швеции сжигают деревья, чтобы посеять рожь. 1768. Пергамент, гуашь. Частное собрание
- Вид на Мариеберг близ Стокгольма. 1768. Пергамент, гуашь. Частное собрание
- Вид Альбанских гор. 1772. Медь, масло. Частное собрание
- Пейзаж с рекой. 1778. Холст, масло. Музей изобразительных искусств, Будапешт
- Вид  Итри. 1788. Холст, масло. Кунстпаласт, Дюссельдорф
- Вид Пизы. 1800. Холст, масло. Музей Вальрафа-Рихарца, Кёльн
- Вид на залив Поццуоли. 1785. Холст, масло. Государственный Эрмитаж, Санкт-Петербург
- Фейерверк над Замком Святого Ангела в Риме. 1775. Бумага, гуашь. Фонд Веймарского классицизма, Веймар
- Аркадский пейзаж. 1805. Холст, масло. Старая национальная галерея, Берлин
- Палаццина Боргезе в Пратика-ди-Маре. 1780. Холст, масло. Старая национальная галерея, Берлин
- Вид на Катанию и гору Этна. 1778. Холст, масло. Государственный музей-заповедник Царское Село
- Извержение Этны. Музей-заповедник Гатчина
- Извержение Везувия. 1779. Холст, масло. Частное собрание
- Извержение Везувия в 1774 году. Бумага на дереве, масло. Частное собрание

## Картины Чесменского сражения
- Картины Чесменского зала Большого Петергофского дворца
- Бегство турецкого флота в бухту Чесма. 1772. Чесменский зал Большого Петергофского дворца
- Начало боя у бухты Чесма в ночь на 26 июня 1770 года. Между 1771 и 1772. Чесменский зал Большого Петергофского дворца
- Сожжение турецкого флота в бухте Чесма. 1771. Чесменский зал Большого Петергофского дворца
- Разгром турецкого флота под Чесмой. 1771. Государственный Эрмитаж, Санкт-Петербург
- Сражение у города Патрас. 1778. Чесменский зал Большого Петергофского дворца
- Возвращение русской эскадры после ночного боя в Чесменской бухте. Между 1771 и 1772. Чесменский зал Большого Петергофского дворца